# Dimensiuni primejdioase
Dimensiuni primejdioase (ISBN 973-96045-2-8) este o colecție de povestiri științifico-fantastice care a apărut la Editura Antet XX Press București în 1993. Coperta este realizată de Simona Dumitrescu.

## Cuprins
- Cronicile marțiene. Usher II de Ray Bradbury
- Terenul de joacă  de Ray Bradbury
- Orașul de Ray Bradbury
- Trapezul tancurilor (The Tank Trapeze) de Michael Moorcock
- Diviziunea Delhi (The Delhi Division) de Michael Moorcock
- Joncțiunea Pekin (The Peking Junction) de Michael Moorcock
- Materie cenușie (Gray Matter) de Stephen King
- Eu sînt poarta  (I Am the Doorway) de Stephen King
- Schimb de noapte (Graveyard Shift) de Stephen King
- Trei crime perfecte, perpendiculare de Relu Năstase
- Nuntă pe șosea de Mihnea Columbeanu